# Paul H. Todd
Paul Harold Todd Jr. (* 22. September 1921 in Kalamazoo, Michigan; † 18. November 2008 ebenda) war ein US-amerikanischer Politiker. Zwischen 1965 und 1967 vertrat er den Bundesstaat Michigan im US-Repräsentantenhaus.

## Werdegang
Paul Todd entstammte einer in Michigan bekannten Politikerfamilie. Sein Vater Paul Todd Sr. war Bürgermeister von Kalamazoo; sein Großvater Albert M. Todd (1850–1931) vertrat zwischen 1897 und 1899 ebenfalls den Staat Michigan im US-Repräsentantenhaus. Er besuchte bis 1937 die Beverly Hills High School in Kalifornien und studierte danach bis 1942 an der Cornell University in Ithaka (New York). Während des Zweiten Weltkrieges diente Todd zwischen 1942 und 1945 im Nachrichtendienst der US Army.
Im Jahr 1958 gründete Paul Todd die Firma Kalamazoo Spice Extraction Co. Politisch wurde er Mitglied der Demokratischen Partei. Im Jahr 1962 kandidierte er noch erfolglos gegen den republikanischen Amtsinhaber August E. Johansen für das US-Repräsentantenhaus. Bei den Kongresswahlen des Jahres 1964 wurde er dann im dritten Wahlbezirk von Michigan in das US-Repräsentantenhaus in Washington, D.C. gewählt, wo er am 3. Januar 1965 die Nachfolge von Johansen antrat. Da er bei den Wahlen des Jahres 1966 gegen Garry E. Brown verlor, konnte er bis zum 3. Januar 1967 nur eine Legislaturperiode im Kongress absolvieren. Diese war von den Ereignissen des  Vietnamkrieges und der Bürgerrechtsbewegung bestimmt.
Von 1967 bis 1970 war Paul Todd CEO der Planned Parenthood Federation; zwischen 1972 und 1976 gehörte er dem Ethikausschuss der Staatsregierung von Michigan an. Zwischenzeitlich widmete sich Todd seinen privaten Geschäften. Im Jahr 1994 bewarb er sich erfolglos um die Rückkehr in den Kongress. Er starb am 18. November 2008 in seiner Heimatstadt Kalamazoo.